# شهرستان جحاف
ناحیهٔ جحاف (به عربی: مدیریة جحاف) یک ناحیه در یمن است که در استان ضالع واقع شده‌است.
ناحیهٔ جحاف ۲۲٬۸۹۷ نفر جمعیت دارد.